# Pantere Nere (Israele)
Le Pantere Nere (in ebraico הפנתרים השחורים, HaPanterim HaShhorim) sono un movimento di protesta israeliano, fondato nel 1971 da ebrei immigrati dai paesi del Medio Oriente e del Maghreb. Furono una delle prime organizzazioni in Israele con la missione di lavorare per la giustizia sociale a favore degli ebrei mizrahi. Saadia Marciano, uno dei fondatori del movimento, scelse il nome Pantere Nere nel 1971, quando Angela Davis, una delle Pantere Nere afroamericane, si recò in visita in Israele e incontrò Marciano, che poi adottò il nome. A volte sono chiamate anche Pantere Nere israeliane per distinguerle dal gruppo afroamericano.

## Storia

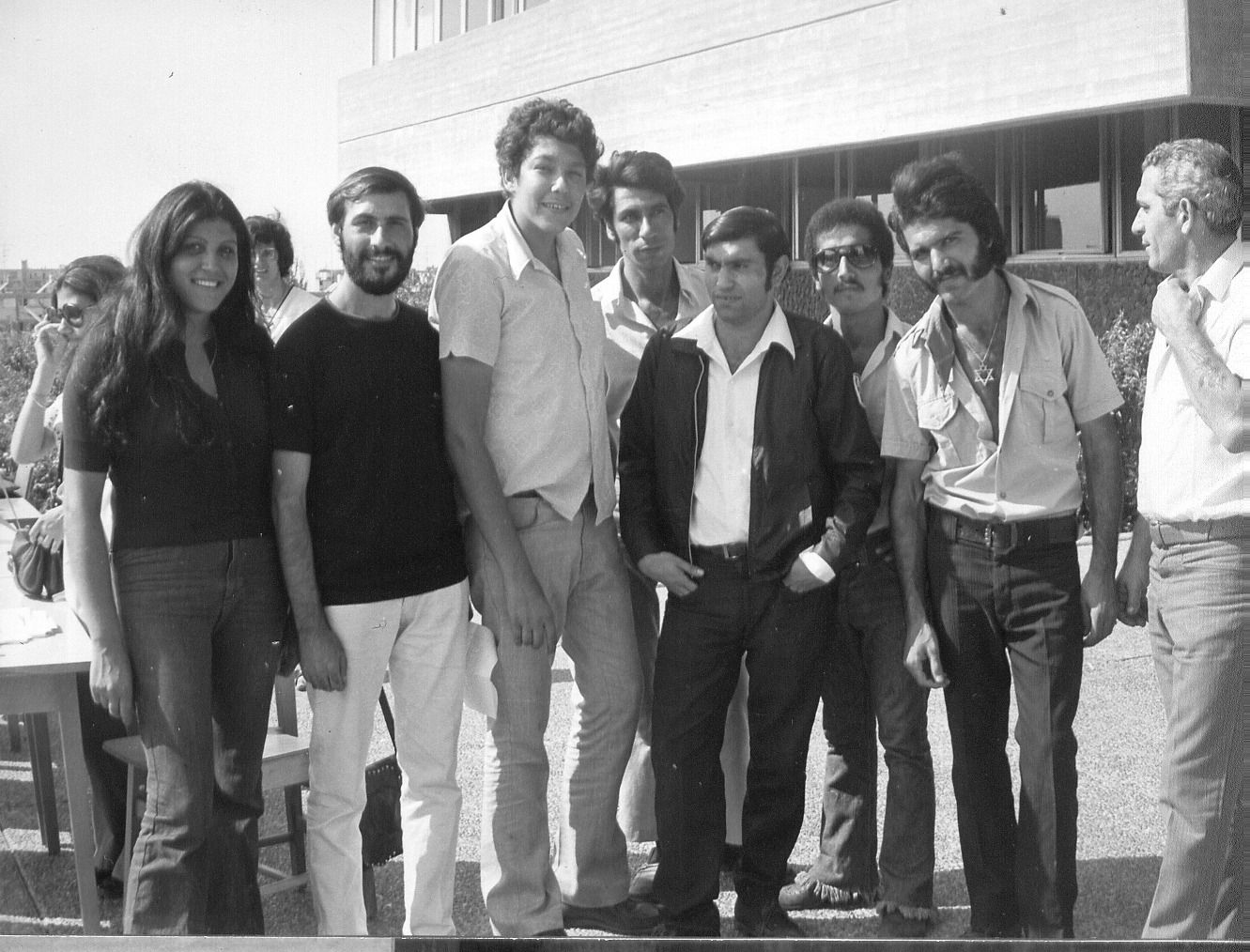
Dimostrazione delle Pantere Nere all'Università di Tel Aviv, 1972.

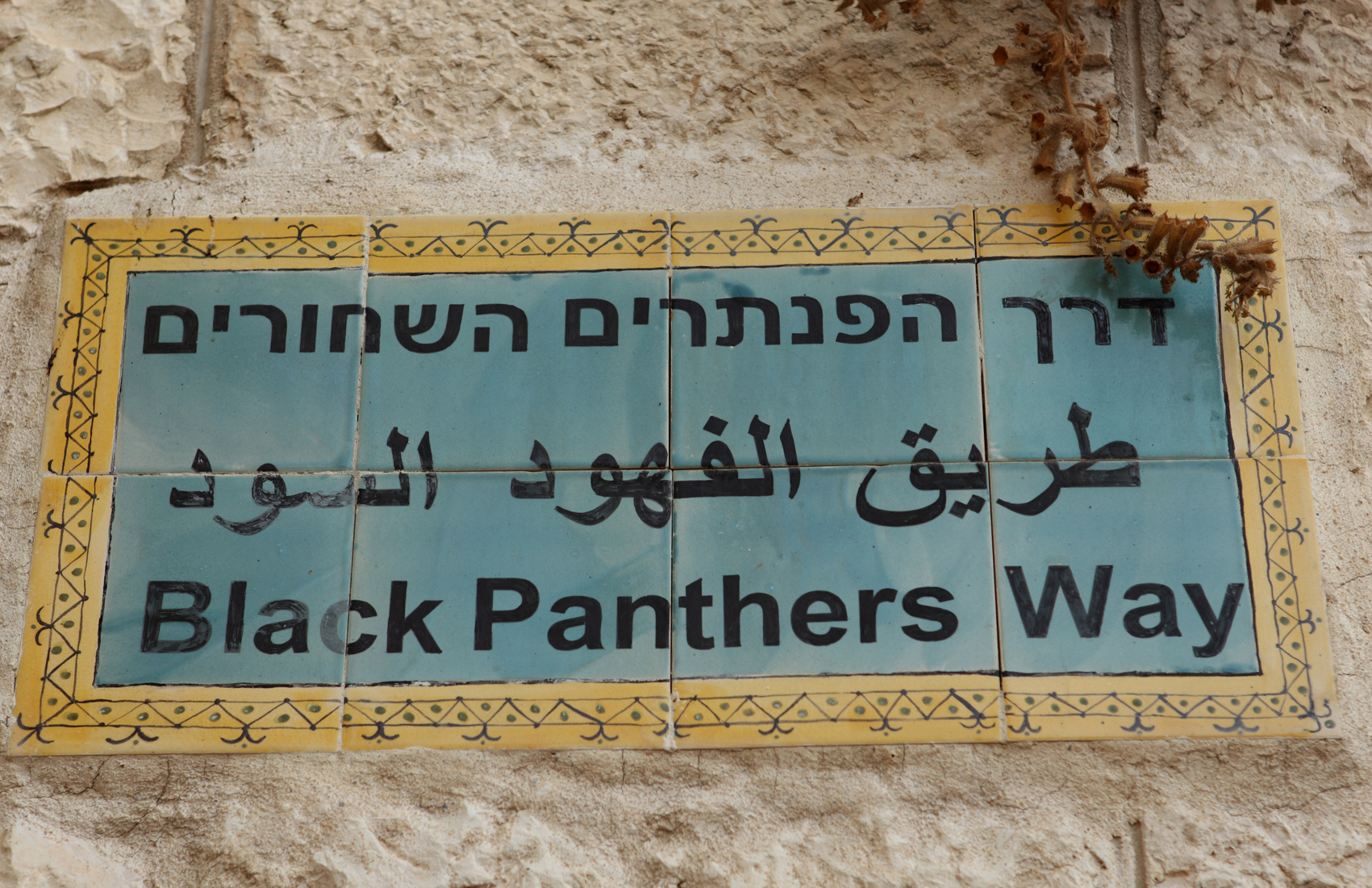
Via delle Pantere Nere a Gerusalemme.

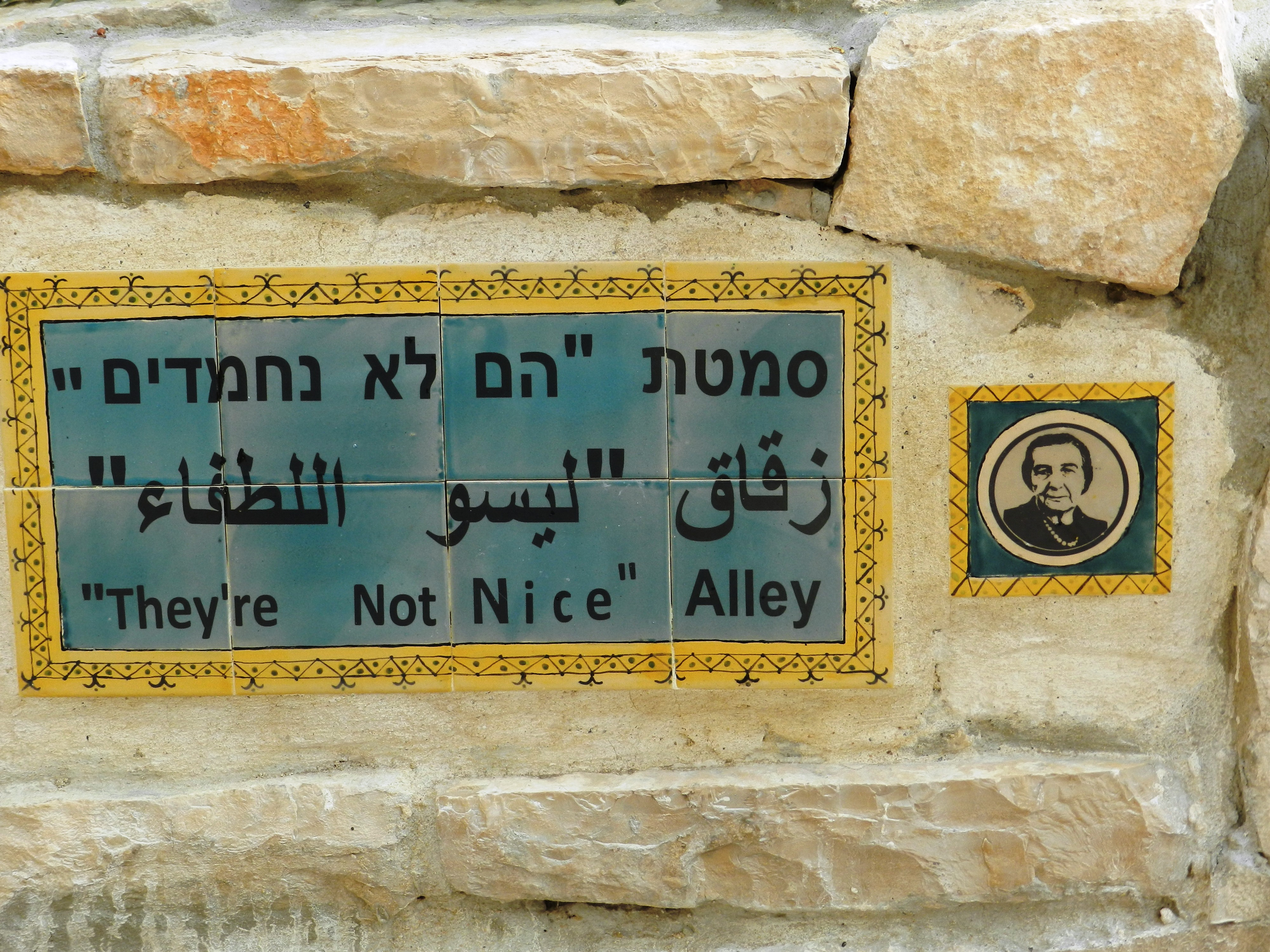
Vicolo Non sono simpatici a Gerusalemme.

Il movimento nacque all'inizio del 1971 nel quartiere Musrara di Gerusalemme, come reazione alla discriminazione percepita verso gli ebrei mizrahì, che le Pantere Nere consideravano esistenti sin dalla fondazione dello stato. I primi dieci fondatori erano tutti figli di immigrati marocchini tra i 18 e i 20 anni che avevano vissuto episodi di abbandono scolastico e delinquenza. Secondo le Pantere Nere la discriminazione si avvertiva nella diversa attitudine, più accogliente, dell'establishment aschenazita verso gli olim arrivati dall'Unione Sovietica. I fondatori del movimento protestavano in quanto "l'establishment ignorava i gravi problemi sociali" degli ebrei mizrahi.
All'inizio di marzo 1971, la polizia israeliana non concesse alle Pantere Nere il permesso per una dimostrazione; le Pantere ignorarono questa decisione e procedettero con la dimostrazione illegalmente, protestando per la grande povertà, per il divario esistente tra ricchi e poveri in Israele e per le tensioni etniche all'interno della società ebraica israeliana. Il movimento riuscì a crearsi una base di sostegno, sia nell'opinione pubblica sia nei media.
Il 18 maggio 1971, "la notte delle Pantere", un numero imprecisato tra i 5.000 e i 7.000 dimostranti si riunirono in Piazza Zion a Gerusalemme in una violenta protesta contro la discriminazione razziale. I dimostranti chiesero persino di cambiare il nome della piazza in Kikar Yehadut HaMizrah (Piazza degli Ebrei Orientali). Questa dimostrazione si svolse senza il permesso della polizia. Le forze di sicurezza che arrivarono per disperdere la dimostrazione incontrarono una folla inferocita che lanciava pietre e bombe Molotov. Nello scontro rimasero feriti sia poliziotti sia dimostranti; 20 furono ricoverati in ospedale e 74 dimostranti furono arrestati dalla polizia.
Prima della dimostrazione, il 13 aprile, i rappresentanti delle Pantere dovevano incontrarsi con il Primo ministro Golda Meir, che li definì "gente non simpatica". La Meir vedeva i leader del movimento come dei fuorilegge e rifiutò di riconoscerli come un movimento sociale. La violenta protesta del 18 maggio portò il governo a decidere di discutere seriamente le richieste delle Pantere e fu creata una commissione pubblica per trovare una soluzione.
Secondo le conclusioni di quella commissione, la discriminazione esisteva nella società a molti livelli. In seguito a ciò, i bilanci degli uffici che si occupavano di questioni sociali furono ampliati significativamente. Ma la Guerra del Kippur cambiò subito la lista di priorità del governo e la maggior parte di queste risorse furono destinate, di nuovo, alle esigenze di sicurezza.
Alla fine le Pantere si presentarono alle elezioni politiche, ma senza successo, almeno in parte a causa di dispute e lotte interne. Alcuni dei leader del movimento si integrarono o nei principali partiti israeliani o in partiti specifici, etnici, come Tami o Shas, e attraverso di essi promossero il programma degli ebrei Mizrahi. Charlie Biton diventò un membro della Knesset con il Maki (partito comunista israeliano) e fu rieletto quattro volte. Sin da allora l'ex membro delle Pantere Nere Reuven Abergel è stato attivo nella lotta per la giustizia sociale e la pace tra Israele e la Palestina, come membro di vari gruppi e movimenti. Attualmente fa parte della commissione del Mizrahi Democratic Rainbow.
I giovani attivisti delle Pantere Nere portarono l'attenzione dell'opinione pubblica sulla "questione orientale", che in seguito ebbe un ruolo nel dibattito politico israeliano negli anni '70 e '80, contribuendo al successo del Likud in quel periodo. Anche se le ineguaglianze rimanevano, negli anni molti ebrei Mizrahi sono entrati nel mainstream della vita politica, militare, culturale ed economica di Israele. Tra essi Amir Peretz e David Levy, nati in Marocco, Shlomo Hillel, Benjamin Ben-Eliezer e Yitzhak Mordechai, nati in Iraq, Shaul Mofaz e Moshe Katsav, nati in Iran.